# 进取号星舰
进取号或联邦星舰进取号（或），又译为企业号，是金·罗登伯里创造的《星艦迷航記》系列中的一些虚构星舰的名称。大部分的这些星舰都使用了“NCC-1701”的注册号，而较后的星舰则在注册号后按序添加英文字母以示区分。
在中國大陸，早期多用「进取号」作为译称。第十一部電影《星际迷航》引进时譯为「企業號」，而第十二部电影《星际迷航：暗黑无界》引进时又改译为“进取号”。

## 历史

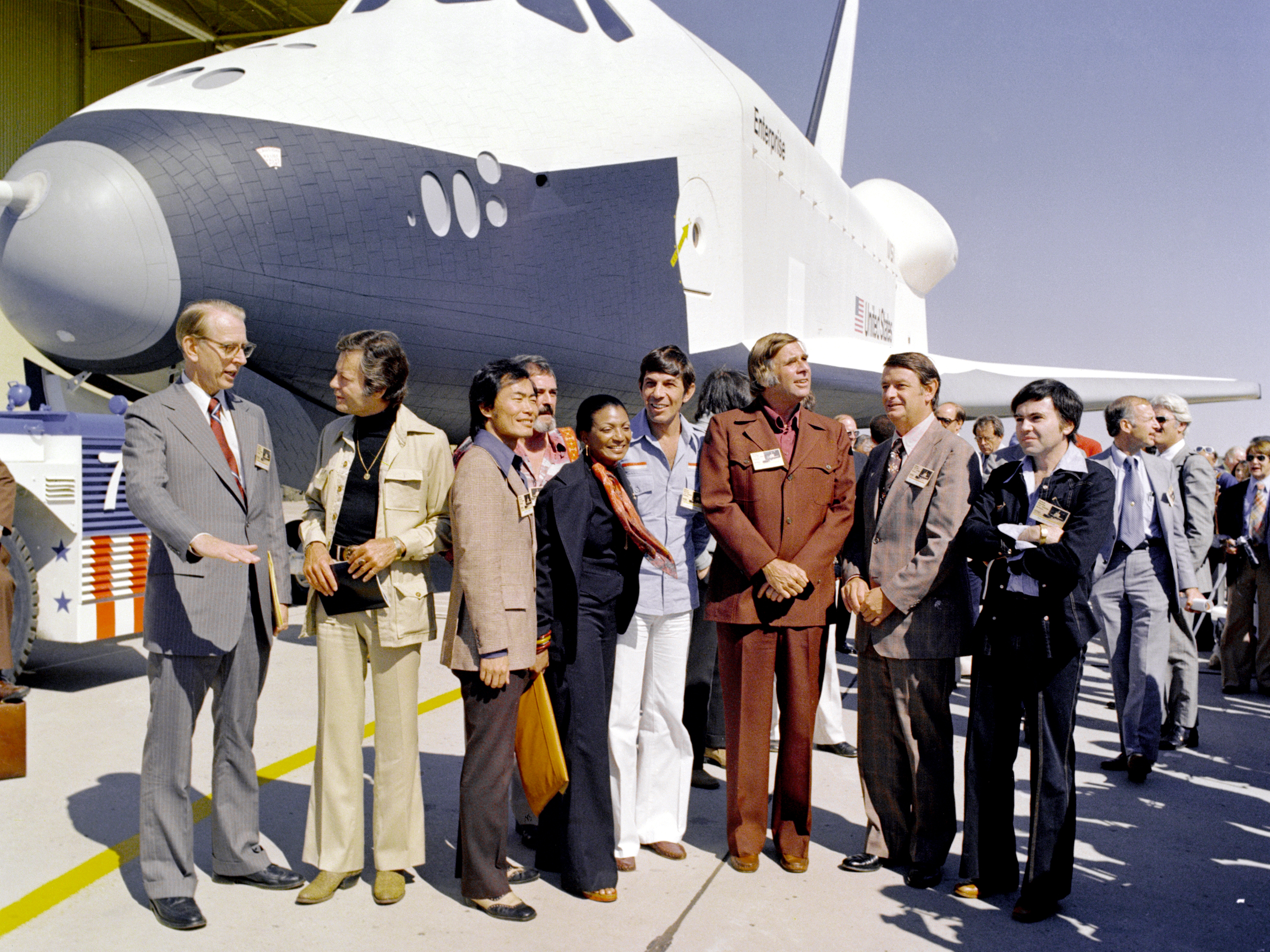
进取号航天飞机和《星际旅行：原初系列》的演员们。

按照《星际旅行百科全书》，星舰的注册号“NCC-1701”是：
|    | ……由第一部《星际旅行》系列的艺术导演马特·杰弗里斯设计的。杰弗里斯是一位飞行员，他基于20世纪的飞机注册码提出了NCC这前三个字母。在20世纪的使用中，首字母“N”代表着在美国注册的飞机；第二个字母“C”代表着民用飞机；杰弗里斯还增加了第二个“C”，只因为他认为这样写更好看。 |
| —— | |

而“进取号”一名则来自于以它为名的许多船舰。其中的第一艘是法兰西护卫舰进取号（French frigate L'Entreprise），它在1705年被英国捕获。英国人将其改名为皇家海军进取号（HMS Enterprise）以供皇家海军使用。第一艘使用“USS Enterprise”（联邦海军进取号）的美国船舰是美国独立战争中的一艘单桅战船。第八艘使用该名的美国船舰是世界上第一艘核动力航空母舰。
由于《星际旅行》的流行，也为了纪念历史上的这些真实船舰，美国国家航空航天局将最早一艘试验飞行的航天飞机命名为进取号。而在《星际旅行IV：抢救未来》中，航空母舰游骑兵号代替了进取号航空母舰的镜头。1994年，星际旅行大会在真正的进取号航空母舰上举行，船上到处都是《星际旅行》的纪念品。在小说《猎杀红色十月号》中，进取号以它的呼号“星际基地”（Starbase）提及。

## 星际联邦以前
在星际联邦成立以前，有两艘名为进取号的星舰。

### XCV 330
- 注册： 星舰进取号 (XCV 330)（USS Enterprise (XCV 330)）
- 舰级： 宣示级（Declaration，可能为杜撰）
- 服役： 大约2130年代
- 舰长： 未知

该船的图画可以在《星际旅行：无限太空》和《星际旅行：进取号》的场景背景中看到。

### NX-01
- 注册： 地球星舰进取号 (NX-01)
- 舰级： NX级
- 服役： 2151年－2161年
- 舰长： 強納森·亞契

地球联邦星际舰队的进取号，是《星际旅行：进取号》的主要设定。
此舰人类第一艘能够达到曲速5的星舰。
武器：核弹（核聚变武器）和等离子炮。后来换成反物质鱼雷和12门相位炮
防御系统：密封舱，极化船壳。

## 《原初系列》中
在原初《星际旅行》电视剧集和第一到第六部电影中，出现了两艘以“联邦星舰企業号”（USS Enterprise）命名的星舰。

### NCC-1701
- 注册： 联邦星舰进取号 (NCC-1701)
- 舰级： 宪法级
- 服役： 2245年－2285年
- 舰长： 罗伯特·阿普里尔、克里斯托弗·派克（Christopher Pike）、詹姆斯·T·柯克、威拉德·德克尔、斯波克（Spock）
- 长度：289m
- 重量：600000吨
- 乘员：430人
- 甲板：21层
- 武装：6个鱼雷发射系统。激光炮，后来改良成相位炮。射程90000公里。此舰的相位炮有独立的供能系统，能量从曲速核心转到相位炮供能系统再转到相位炮里。这种供能系统的优势是相位炮可以在曲速核心严重损坏后继续发射（只要供能系统还有能量的话），弊端就是较低的威力
- 防御：护盾。此护盾系统分成四部分，可以阻挡最多360发鱼雷

联邦星际舰队的第一艘企業号是原初《星际旅行》里柯克历史性五年任务（2265年－2270年）中的主要设定。在两年半后，重新改装过的企業号出现在《无限太空》以及《可汗怒吼》中，并在第三部《石破天惊》里自毁。
在2009年由J.J. Abrams執導/製作的電影《星际迷航11》中，作为新时间线的重启，出現了另一艘編號為NCC-1701的星艦企業號，其外觀與之前影集及電影中出現的NCC-1701不同，艦橋內的陳設也先進許多，邏輯上的推測為同一部電影中羅慕倫人（Romulan）「尼諾（Nero）」領導來自未來的巨大船艦攻擊星艦凱文號（U.S.S. KELVIN NCC-0514）的事件發生後，歷史被改變，或許也迫使星際聯邦為了因應將來可能面對如此強大的敵人，在星艦的設計上必須變得更為先進，才出現另一個版本的NCC-1701企業號。在這部電影中NCC-1701首航即被派往瓦肯星執行救援任務，首位艦長為 克里斯托弗·派克，在遭遇「尼諾」後派克艦長被迫前往敵艦前，將艦長職位交給年輕的史巴克，並且指定年輕的寇克為副艦長，而寇克則在來自未來的老年史巴克的建議下，故意引發年輕史巴克激烈的情緒反應，取代成為代理艦長，並且帶領企業號的組員擊退「尼諾」拯救地球。在《星际迷航13》中，在前往一个古代文明遗留星球中被反派伏击，星艦被严重打击至解体，坠毁于星球上。

### NCC-1701-A
- 注册： 联邦星舰进取号 (NCC-1701-A)
- 舰级： 宪法级
- 服役： 2286年－2293年
- 舰长： 詹姆斯·T·柯克、斯波克
- 长度：305米
- 重：620000吨
- 乘员：432人
- 甲板：23层
- 武装：6个双联相位炮，6个单独相位炮。此舰的相位炮直接从曲速核心吸取能量，这种设计的优势是较高的威力，但曲速核心严重损坏的话相位炮也不可使用。2个多联发鱼雷发射系统，可以至少连发2枚鱼雷[7]

这艘船首次出现在第四部电影《抢救未来》的末尾，并是《终极先锋》和《未来之城》的主要设定。该船在《未来之城》结束时宣布退役。此后不再有正史给出更多的细节，尽管从模型包的文字上可以看到该船被封存在了Memory Alpha小行星的星舰博物馆中。在威廉·夏特纳所著小说《伊甸遗迹》（The Ashes of Eden）中，进取号-A后来被解除封存，并在防卫Chal星的战役中被摧毁。
在《星际迷航13》中，由于原进取号星舰严重受损坠毁，进取号-A作为其接替而建造。

## TOS与TNG之间
进取号-B与进取号-C以及它们的船员曾短暂地在荧屏上出现过，而且也是口袋书店（Pocket Books）出版的一些受官方许可的非正史小说的主题。

### NCC-1701-B
- 注册： 联邦星舰进取号 (NCC-1701-B)
- 舰级： 精进级改[8]
- 服役： 2293年－2320年代
- 舰长： 约翰·哈里曼
- 长度：466.6米
- 重：2350000吨
- 乘员：750人
- 甲板：34层
- 武装：6个Type-8系列双联相位炮，多个单独相位炮。此舰的相位炮直接从曲速核心吸取能量，这种设计的优势是较高的威力，但曲速核心严重损坏的话相位炮也不可使用。5个鱼雷发射系统。
- 防御：护盾系统

该船启航于《日换星移》之初，詹姆斯·柯克在它的处女航中失踪。据一些《星际旅行》小说中所写，德莫拉·苏鲁继哈里曼之后成为该舰的舰长。
精进级的第一艘星舰叫U.S.S.Excelsior，本用于联邦舰队进行超曲速试验，后试验失败，由于这个级别造价便宜，却十分实用，成为联邦的主战星舰。

### NCC-1701-C
- 注册： 联邦星舰进取号 (NCC-1701-C)
- 舰级： 大使级
- 服役： 2330年－2344年
- 舰长： 雷切尔·加勒特

该舰是《下一代》一集“昨日的进取号”的主角星舰。根据另一集“赎还，下”中的对话可知，该船在从罗慕伦手中保卫纳伦德拉III星克林贡前哨站的战斗中被摧毁。幸存者中包括了塔莎·叶，平行时间线的她从“昨日的进取号”中来到了纳伦德拉III星那场战斗的时间里。

## 《下一代》

企業號E-元首級

在《星际旅行：下一代》以及后来的4部电影中出现了两艘名为进取号的星舰。

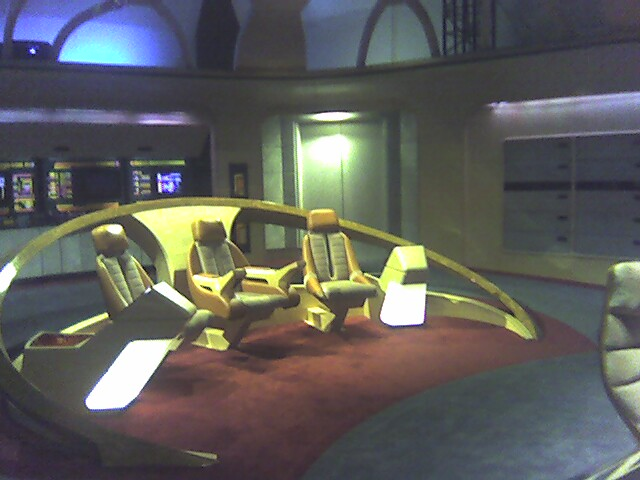
銀河飛龍攝影棚的艦橋

### NCC-1701-D
- 注册： 联邦星舰进取号 (NCC-1701-D)
- 舰级： 银河级
- 服役： 2363年－2371年
- 舰长： 让吕克·皮卡尔、威廉·赖克、爱德华·杰利科
- 长度：642.51米
- 宽：463.73米
- 高：195.26米
- 重：:4500000吨
- 乘员：1000人
- 甲板：42层
- 武装：14个相位炮阵列（每个阵列多个单独的相位炮，14个阵列加起来总共有233个单独的相位炮），10个额外的单独相位炮（联邦政府官方资料，实际上更多），2个5联发鱼雷发射系统，250枚反物质鱼雷
- 防御：护盾系统

该舰是《下一代》和第七部电影的主角舰。她在第七部电影《日换星移》中坠毁。在《下一代》的平行时间线的未来剧情和“曲终人散”中，此进取号是完整无损的，并在2395年进行了大规模的改装。改装的内容包括第三个曲速引擎舱、新的武器以及隐形装置。
在剧集All Good Things在另一时空出现了其改装加强版。此舰装有14个Type10相位炮战列，10个额外的单独相位炮（联邦政府官方资料，实际上更多），威力最大大概为是1E19焦耳。此舰的相位炮直接从曲速核心吸取能量，这种设计的优势是较高的威力，但曲速核心严重损坏的话相位炮也不可使用。2个5联发鱼雷发射系统，250枚反物质鱼雷，每个鱼雷的威力最高是1.3E20焦耳。在All Good Things里甚至装有了强力的Spinal相位炮，可以一发摧毁克林贡的Neghvar级战舰（克林贡帝国最强的战舰）。

### NCC-1701-E
- 注册： 联邦星舰进取号 (NCC-1701-E)
- 舰级： 元首级
- 服役： 2372年－？
- 舰长： 让吕克·皮卡尔
- 长度：685米
- 重：2350000吨
- 乘员：750人
- 甲板：29层
- 武装：16个相位炮阵列（每个阵列有多个单独的相位炮，16个阵列加起来总共有266个单独的相位炮）威力大于9.99976E18焦耳。

该舰是最后三部电影《第一类接触》、《起义》和《复仇女神》中的主要设定。
此舰的相位炮直接从曲速核心吸取能量，这种设计的优势是较高的威力，但曲速核心严重损坏的话相位炮也不可使用。9个反物质鱼雷发射系统，360枚反物质鱼雷，每个鱼雷的威力最高是1.313776×1020焦耳。1个量子鱼雷发射系统，每枚量子鱼雷的威力是光子反物质鱼雷的两倍。

## 《星際爭霸戰：畢凱》

### NCC-1701-G
- 注册：聯邦星艦企業號 (NCC-1701-G)
- 舰级： 憲法级
- 服役： 2402年－？
- 舰长： 九之七

該艦前身為聯邦星艦泰坦號A（NCC-80102-A），於2396年在蕭連恩艦長的指揮下啟航，最初是第四艘擁有泰坦號名稱的星艦，在2401年博格人入侵地球事件後，為表彰企業號D的指揮團隊皮尚魯等人，以及這艘星艦在協助他們對抗博格威脅的努力中所扮演的關鍵角色，該艦在新任艦長九之七的指揮下改名為「企業號G」，成為第八艘擁有企業號名稱的聯邦星艦。

## 《下一代》以后

### NCC-1701-J
- 注册： 联邦星舰进取号 (NCC-1701-J)
- 舰级： 宇宙級
- 服役： 大约26世纪
- 舰长： 未知

在《星际旅行：进取号》的一集“Azati主星”中，在时间旅行及一处场景中短暂出现。
进取号-J存在于一个可能版本的26世纪中，它的船员中包括了新地人一族的成员。该船与其他联邦星舰组成了一个舰队，在Procyon Five的战斗中抵抗球体建造者。船员丹尼尔将乔纳森·阿彻从22世纪带到26世纪，因此阿彻目击了这场战斗。阿彻在回到22世纪后便寻求与新地人携手对抗早期的球体建造者。
进取号-J还出现在2005年的《星舰图集》（Ships of the Line）日历上，该日历列出了《星际旅行》系列这些年来各种星舰的图片，而在2006年出版的《星舰图集》（Ships of the Line）一书中也是这样。进取号-J还出现在《星际旅行杂志》（Star Trek Magazine）第一刊的《星舰图集》（Ships of the Line）海报上。

## 其他
《星际旅行》小说和漫画中，还出现了另外两艘名为进取号的星舰：
联邦星舰进取号 (NCC-1701-F)出现在彼得·戴维的小说《Imzadi》与朱迪丝和加菲尔德·里夫斯-史蒂文斯合著的小说《Millennium》中。
联邦星舰进取号 (注册号未知)勇抗级的联邦星舰Monitor号在威廉·夏特纳的小说《The Return》中曾短暂更名为联邦星舰进取号。